# Be Cool
Be Cool är en amerikansk film från 2005 i regi av F. Gary Gray. Be Cool är en fristående uppföljare till filmen Get Shorty från 1995. I filmen finns kända musiker som Aerosmith och Limp Bizkit men även Gene Simmons från Kiss och Andre 3000 från Outkast

## Handling
Efter att Chili Palmer har tröttnat på filmindustrin börjar han istället ägna sig åt musikbranschen. Där träffar han Edie, änka till en musikproducent.

## Rollista (urval)
- John Travolta – Chili Palmer
- Uma Thurman – Edie Athens
- Vince Vaughn – Raji
- Dwayne Johnson – Elliot Wilhelm
- Christina Milian – Seloua Essentiero
- Danny DeVito – Martin Weir
- Harvey Keitel – Nick Carr
- James Woods – Tommy Athens
- Stacy Ferguson – The Black Eyed Peas
- Steven Tyler – sig själv
- Cedric The Entertainer – Sin Lasaelle
- Andre 3000 – Dabu